# Конате, Секуба
Секуба Конате (фр. Sékouba Konaté; род. 6 июня 1964, Конакри) — генерал гвинейской армии, ранее занимавший пост вице-президента военной хунты Национального совета за демократию и развитие. После учёбы в военной академии он получил прозвище «Тигр» (El Tigre) за свои действия в бою и приобрёл такую популярность в народе, что его прочили на пост председателя правительства. Однако он был назначен вице-президентом, но взял управление страной в свои руки, когда в декабре 2009 года был застрелен президент.

## Биография
Конате родился в Конакри в 1964 году. Его родители принадлежат к народу мандинка. Он учился в Королевской военной академии в марокканском городе Мекнес, которую окончил в 1990 году.

### Военная карьера
За свою доблесть в бою Конате получил прозвище «Тигр». Он обучался на парашютиста и участвовал во многих сражениях в повстанческом движении RFDG в 2000—2001 годах. Благодаря его военной репутации, многие поддержали его кандидатуру на пост лидера хунты: он до сих пор популярен в народе. В октябре 2021 года ушёл в отставку.

### Политическая карьера
Президент Гвинеи, Лансана Конте, умер после продолжительной болезни в декабре 2008 года. На следующий день после этого Мусса Камара объявил, что Гвинея находится под властью хунты, а её главой является он сам. Конате потребовал, чтобы его кандидатуру рассматривали в качестве главы хунты, и Конате вместе с Камарой бросили жребий, чтобы определить, кто будет президентом. После двойной жеребьёвки, из-за обвинений Камары в жульничестве, Конате был назначен вице-президентом. Также он занял пост министра обороны.
3 декабря 2009 года Камара был ранен в результате покушения его бывшим адъютантом Абубакаром Диаките. Камара был доставлен в Сенегал для лечения, а руководство страной было возложено на Конате. Конате был назначен главой переходного режима, которому была поручена подготовка к президентским выборам 2010 года. «Все действия Камары были плохо скрываемыми попытками захватить власть… мы не получаем такого же ощущения от Конате», — сказал заместитель государственного секретаря США Уильям Фицджеральд.
В 2010 году Конате организовал выборы, на которых победил Альфа Конде. После перехода власти Конате был назначен главой военных сил Африканского союза.